# Calciomurmanita
La calciomurmanita és un mineral de la classe dels silicats que pertany al grup de la murmanita.

## Característiques
La calciomurmanita és un silicat-òxid de fórmula química (Na,☐)₂Ca(Ti,Mg,Nb)₄[Si₂O₇]₂O₂(OH,O)₂(H₂O)₄. Cristal·litza en el sistema triclínic en forma de làmines, de 0,6 cm, de vegades en forma de ventalls de 3,5 cm.
L'exemplar que va servir per a determinar l'espècie, el que es coneix com a material tipus, es troba conservat a les col·leccions del Museu Mineralògic Fersman, Acadèmia de Ciències de Rússia (Moscou, Rússia), nombre de catàleg st4994; el material co-tipus es troba conservat a les col·leccions del Museu Bel'kov de Geologia i Mineralogia, a Kola.

## Formació i jaciments
La calciomurmanita es forma per alteració hidrotermal a baixa temperatura (hidratació i intercanvi catiònic natural) d'un titanosilicat anhidre d'alta temperatura amb contingut de fosfat, probablement lomonosovita i/o betalomonosovita, en roques peralcalines (hiperagpaítiques).
Va ser descoberta a Selsurt, al districte de Lovozero (óblast de Múrmansk, Rússia). També ha estat descrita en un altre indret de la mateixa província.